# Kandanakovi, Davanagere
Kandanakovi là một làng thuộc tehsil Davanagere, huyện Davanagere, bang Karnataka, Ấn Độ.